# Comrat
Comrat (gagausisch Komrat; russisch Комрат „Komrat“), auch Komrat, ist die Hauptstadt der autonomen Region Gagausien im Süden der Republik Moldau. Die siebtgrößte Stadt des Landes (ohne Transnistrien) mit etwa 26.000 Einwohnern nach einer Berechnung zum 1. Januar 2014 wird mehrheitlich von Gagausen bewohnt. Einige Fabrikbetriebe verarbeiten landwirtschaftliche Erzeugnisse.

## Name
Der Name der Stadt ist tatarischen Ursprungs und stellt ein Ethnonym dar. Die Wörter konrat / konyrat / komürat bezeichneten den Namen einiger tatarisch-nogaischer Stämme, die sich im 17. Jahrhundert im Süden der Moldau niederließen.

## Lage
Comrat liegt rund 100 Straßenkilometer südlich der Landeshauptstadt Chișinău am rechten Ufer des Jalpuch, der einige Kilometer nördlich der Stadt entspringt und geradeaus nach Süden fließt, bis er auf ukrainischem Staatsgebiet in die Donau mündet. Die von Chișinău kommende Europastraße 584 führt 22 Kilometer südlich von Comrat durch die Kleinstadt Congaz, weiter über Vulcănești und den Grenzort Giurgiulești zur rumänischen Stadt Galați. Nach Cahul, der größten Stadt Südmoldaus, zweigt südlich von Congaz die R38 nach Westen ab. Eine Alternativroute, die Comrat mit Cahul verbindet, führt von Comrat direkt nach Westen bis Cantemir, einer der acht Straßenbrücken über den Grenzfluss Pruth nach Rumänien, und weiter am Fluss entlang nach Süden. Der nächstgelegene Grenzübergang zur Ukraine befindet sich in Basarabeasca, 29 Kilometer östlich von Comrat. Die zweitgrößte gagausische Stadt Ceadîr-Lunga liegt 35 Kilometer südöstlich von Comrat. Die Stadt hat keinen direkten Eisenbahnanschluss. Die nächste Haltestelle ist Bugeac, 8 Kilometer nördlich, an der 1917 fertiggestellten, west-östlich verlaufenden Strecke von Bârlad in Rumänien über Basarabeasca Richtung Odessa.
Die Umgebung von Comrat ist eine flachwellige, gleichförmige Landschaft mit einer natürlichen Steppengrasvegetation und Feldern, auf denen hauptsächlich Getreide und Sonnenblumen angebaut werden. Die Stadt liegt auf 64 Metern Höhe, die Hügel in der Region erreichen bis zu 200 Meter Höhe. Die Hügel mit tiefen Schwarzerdeböden, das im Sommer warme und im Winter feuchtkalte Klima sowie die lange frostfreie Zeit von bis zu 200 Tagen sind ideal für Weinbau. In den Kellereien von Cahul, Comrat und kleineren Orten im Süden werden hauptsächlich süße Rotweine und Dessertweine für den Export nach Russland hergestellt. Die Jahresniederschläge schwankten im Zeitraum 2009 bis 2012 zwischen 438 und 613 Millimeter. In gelegentlich vorkommenden Dürrejahren (1895 nur 117 und 1928 nur 222 Millimeter Jahresniederschlag) kommt es zu Ernteausfällen.

## Geschichte

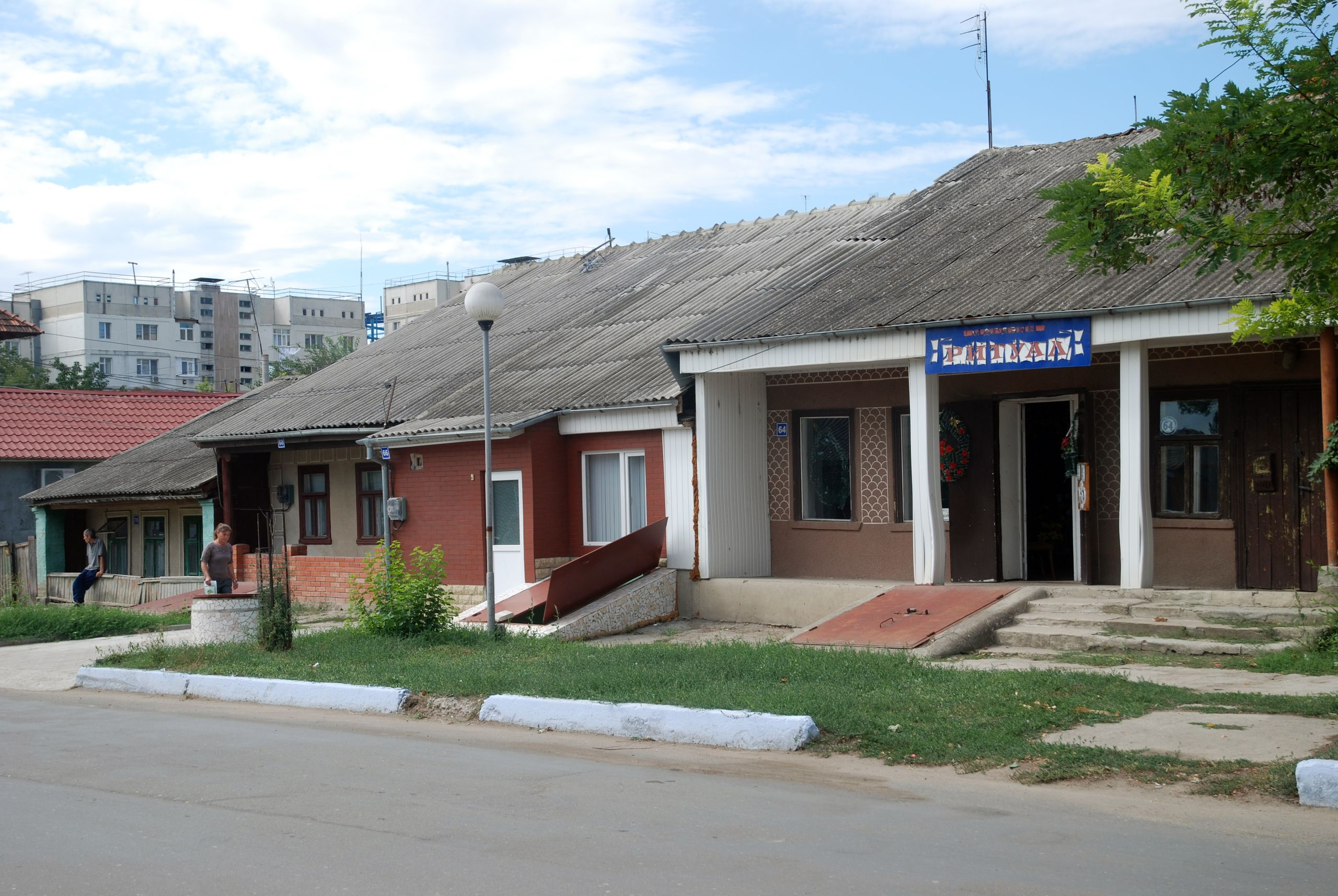
Rudimente alter dörflicher Bauweise im Zentrum. Abgang zum Vorratskeller vor den Hauseingängen.

Archäologischen Untersuchungen zufolge war die Gegend bereits in der Antike besiedelt. Die erste Quelle, in der ein Dorf Comrat erwähnt wird, stammt nach Angaben des Historikers Vladimir Nicu aus dem Jahr 1443. Wenige Jahre zuvor, 1436, wurde erstmals ein Dorf namens Chișinău erwähnt. Das Gebiet gehörte zu dieser Zeit zum Fürstentum Moldau, dessen Ostgrenze am Nistru gegen einfallende Tataren verteidigt wurde, während im Süden die Osmanen das Schwarze Meer kontrollierten. Um 1512 wurde Moldau gegenüber dem Osmanischen Reich tributpflichtig und ab 1538 übten die Osmanen die direkte Kontrolle über das südliche Bessarabien aus. Die Gründung einer Stadt fällt nach gängiger Ansicht in die zweite Hälfte des 18. Jahrhunderts, als Jahreszahl wird meist 1789 angegeben. Damals führten die Osmanen einen der vielen Kriege mit dem Russischen Kaiserreich. Ab den 1780er Jahren wanderten bis zum Ende des 19. Jahrhunderts orthodoxe Gagausen und Bulgaren aus dem zum Osmanischen Reich gehörenden Bulgarien auf der Flucht vor religiöser Unterdrückung ins südliche Bessarabien ein. Zeitgenössische Beobachter machten häufig keinen Unterschied zwischen den beiden Volksgruppen. Mit dem Friedensschluss von Bukarest 1812 erhielt Russland das Gebiet Bessarabien bis zur Westgrenze am Prut übertragen. Es folgte eine Politik der Russifizierung, die sich vor allem gegen die im Land lebenden Rumänen richtete. Als Ergebnis des Dritten Pariser Friedens 1856 wurden die drei südlichen bessarabischen Bezirke Cahul, Bolgrad und Ismail, an deren Ostgrenze Comrat lag, wieder dem Fürstentum Moldau zugeteilt. Beim Berliner Kongress 1878 wurde zwar Rumäniens Unabhängigkeit vom Osmanischen Reich anerkannt, das Land musste aber die südbessarabischen Bezirke an Russland zurückgeben. Während des Russisch-Osmanischen Krieges 1877–1878 war Bulgarien drei Jahre lang von russischen Truppen besetzt, was es den Gagausen erleichterte, nach Bessarabien auszuwandern.
Bis 1917 blieb das russische Gouvernement Bessarabien bestehen. Zwischen den Weltkriegen gehörte Bessarabien bis zum Einmarsch der Sowjetarmee im Juni 1940 zu Großrumänien. Im Zuge einer Rumänisierung der Region wurden in dieser Zeit gezielt rumänische Kolonisten angesiedelt. Beim Zensus 1930 wurden 12.331 Einwohner ermittelt. Davon waren 7.689 Gagausen (62,4 Prozent), 1.827 Rumänen (14,8 Prozent), 1.759 Bulgaren (14,3 Prozent), 454 Russen (3,7 Prozent) und 390 Juden (3,2 % Prozent). Im Zweiten Weltkrieg stand Bessarabien ab Juni 1941 unter rumänischer Besatzung. Rund 5000 Juden aus dem südlichen Bessarabien wurden bis zum September in kleinen Lagern (in Cahul, Ismajil, Kilija und Bolhrad) festgehalten. Bei den anschließenden Deportationen im Oktober 1941 nach Transnistrien kam der Großteil der Juden Bessarabiens – darunter auch die Juden Comrats – ums Leben. Die Deportationen der Juden aus Südbessarabien und Chișinău erfolgten aufgrund der Anordnung Nr. 2830 von Oberst Meculescu vom 1. Oktober, in der auch die Einrichtung eines weiteren Zwischenlagers in Tarutyne gefordert wurde. Der Flüchtlingszug aus Südbessarabien musste sich in einer Gruppe zu Fuß und mit Karren nach Bender bewegen.
Nach der sowjetischen Rückeroberung 1944 gehörte Bessarabien zur Moldauischen Sozialistischen Sowjetrepublik, bis aus ihr 1991 das unabhängige Moldau entstand. Im Jahr 1957 erhielt Comrat offiziell Stadtrechte. Zu sowjetischen Zeiten existierten in Comrat Milchverarbeitungsbetriebe, Weinkellereien und eine Teppichfabrik, die Teppiche mit dem moldauischen Nationalornament herstellte.
Die Einwohnerzahl stieg von 14.142 im Jahr 1959 auf 21.093 im Jahr 1970. Im Jahr 1989 betrug die Einwohnerzahl 25.800. Durch den wirtschaftlichen Zusammenbruch des Landes nach der Unabhängigkeit emigrierten viele Einwohner ins Ausland. Im Jahr 2004 betrug deren Zahl noch 23.327. Davon bezeichneten sich 16.993 als Gagausen (rund 73 Prozent), 2.067 als Moldauer (8,9 Prozent), 1.711 als Russen (7,3 Prozent), 1.121 als Ukrainer (4,8 Prozent), 1.065 als Bulgaren (4,6 Prozent), 108 als Roma, 16 als Polen, 13 als Rumänen und 7 als Juden.

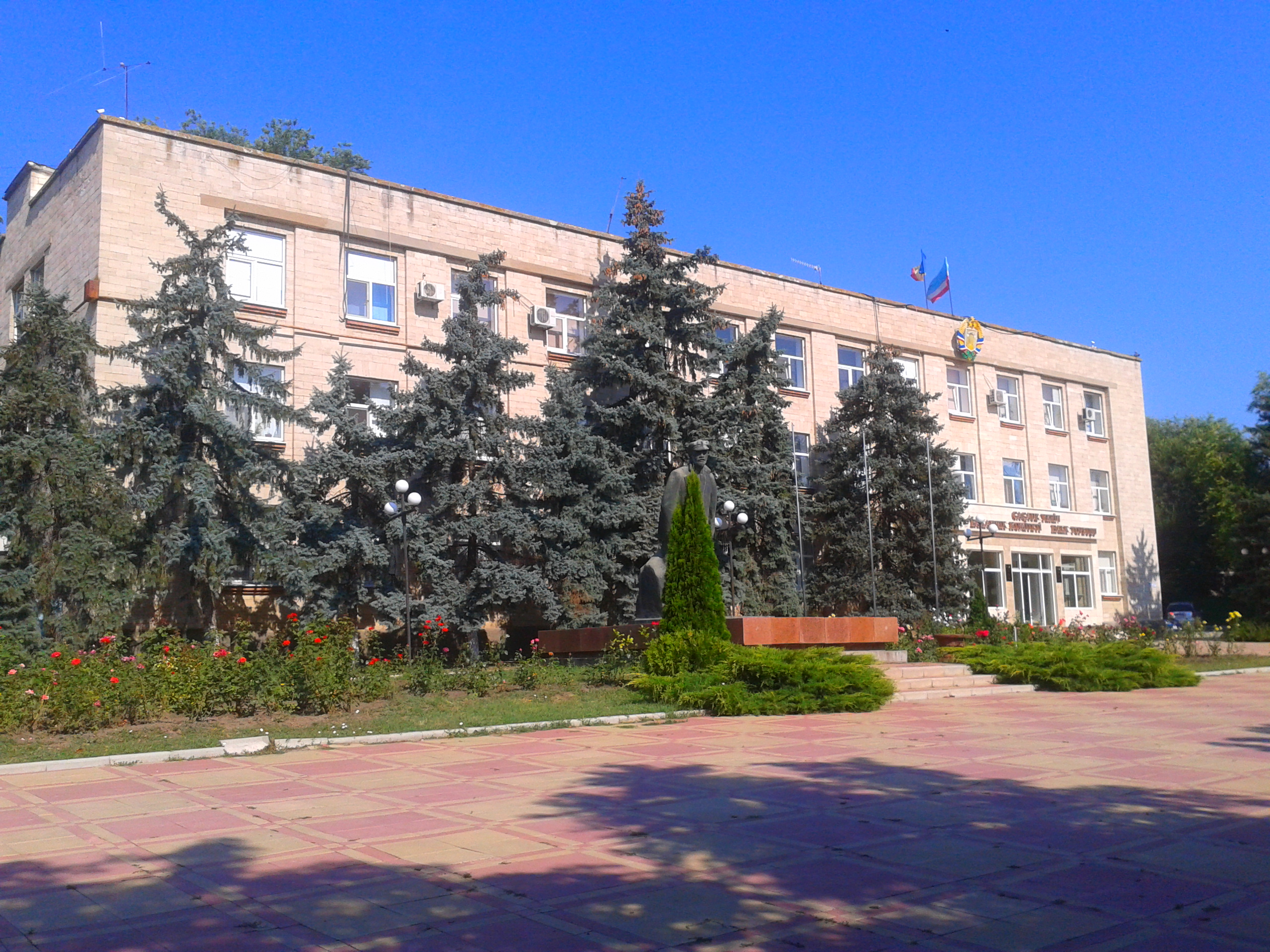
Regierungssitz der autonomen Region Gagausien in der Lenin-Straße

Comrat ist vor allem als Hauptstadt der autonomen Region Gagausien bekannt. Ende des 19. Jahrhunderts lebten russischen Statistiken zufolge rund 57.000 Gagausen in Bessarabien (als „osmanische Türken“ bezeichnet), bei der rumänischen Volkszählung 1940 waren es 98.172. Die Gagausen waren eine in jeder Hinsicht über lange Zeit benachteiligte Gruppe und abgesehen von gewissen Bemühungen in den 1920er/1930er Jahren und der Eröffnung einiger gagausischsprachiger Schulen in den 1950er Jahren hatten sie zu relativ wenig kultureller Eigenständigkeit gefunden. Mit dem Zusammenbruch der Sowjetunion entstand unter den Gagausen, zeitgleich mit den Rufen von Intellektuellen nach Reformen in Chișinău 1998/1999 eine kulturelle Bewegung, die nach Eigenständigkeit verlangte. Daraus entstand 1989 in Comrat die politische Gruppe Gagauz Halkı („Gagausisches Volk“), die aus etlichen Mitgliedern der Regionalverwaltung bestand und als Interessensvertretung der Gagausen auftrat. Als die politischen Spannungen zwischen der 1989 gegründeten moldauischen Partei Frontul Popular din Moldova („Volksfront von Moldau“) und der russischen Regierung zunahmen, beschlossen die gagausischen Führer, die zuvor mit einem Repräsentanten an der Gründung der Frontul Popular teilgenommen hatten, im Herbst 1989 gegen die nationalistische Zentralregierung eine autonome Republik zu gründen. Die Gagausische Sowjetische Sozialistische Republik mit Sitz in Comrat erklärte sich im August 1990 für unabhängig. Ihr Regierungschef war Stepan Topal, ein früherer Bauingenieur, der sich gegenüber der Gruppierung Gagauz Halkı durchgesetzt hatte. Nur durch das Eingreifen sowjetischer Truppen konnten gewalttätige Auseinandersetzungen zwischen moldauischen und gagausischen irregulären Kämpfern eingedämmt werden. Die Spannungen zwischen den moskaufreundlichen Gagausen und der Frontul Popular erhöhten sich mit der Unabhängigkeitserklärung Moldaus 1991. Erst der Sieg der Partidul Agrar din Moldova (PAM) bei den Parlamentswahlen 1994, die sich um bessere Beziehungen zu Russland bemühte, ebnete letztlich den Weg zu einer Einigung mit den separatistischen Gagausen, die auf die vollständige Unabhängigkeit verzichteten. Die im Dezember 1994 gegründete autonome Region Gagauz Yeri („Gagausischer Ort/Platz“) innerhalb Moldaus besteht aus den drei Städten Comrat als Hauptstadt, Ceadîr-Lunga, Vulcănești und zwei Dutzend Dörfern, deren in mehrere Teile zersplittertes Siedlungsgebiet von einer gewählten Regionalversammlung regiert wird, die weitgehende Unabhängigkeit besitzt. Gleichberechtigte Amtssprachen sind Gagausisch, das zur sowjetischen Zeit lediglich eine mündliche Umgangssprache war, Russisch und Rumänisch. Zwischen der Zentralregierung und den Gagausen wurde 1994 auch der Ausbau der gagausischen Universität vereinbart, die 2002 als Staatliche Universität Comrat eröffnet wurde. Im Unterschied zur abtrünnigen Region Transnistrien, die in der sowjetischen Zeit zu einem führenden Standort für Schwerindustrie und Energieerzeugung ausgebaut wurde, gehört Gagausien nach wie vor zu einer der ärmsten Regionen in Moldau und ist finanziell von Chișinău abhängig. Comrat erhielt Unterstützung aus Bulgarien und der Türkei, vor allem zum Aufbau der Universität. Die Türkei förderte außerdem eine nach Atatürk benannte Bibliothek.

## Stadtbild

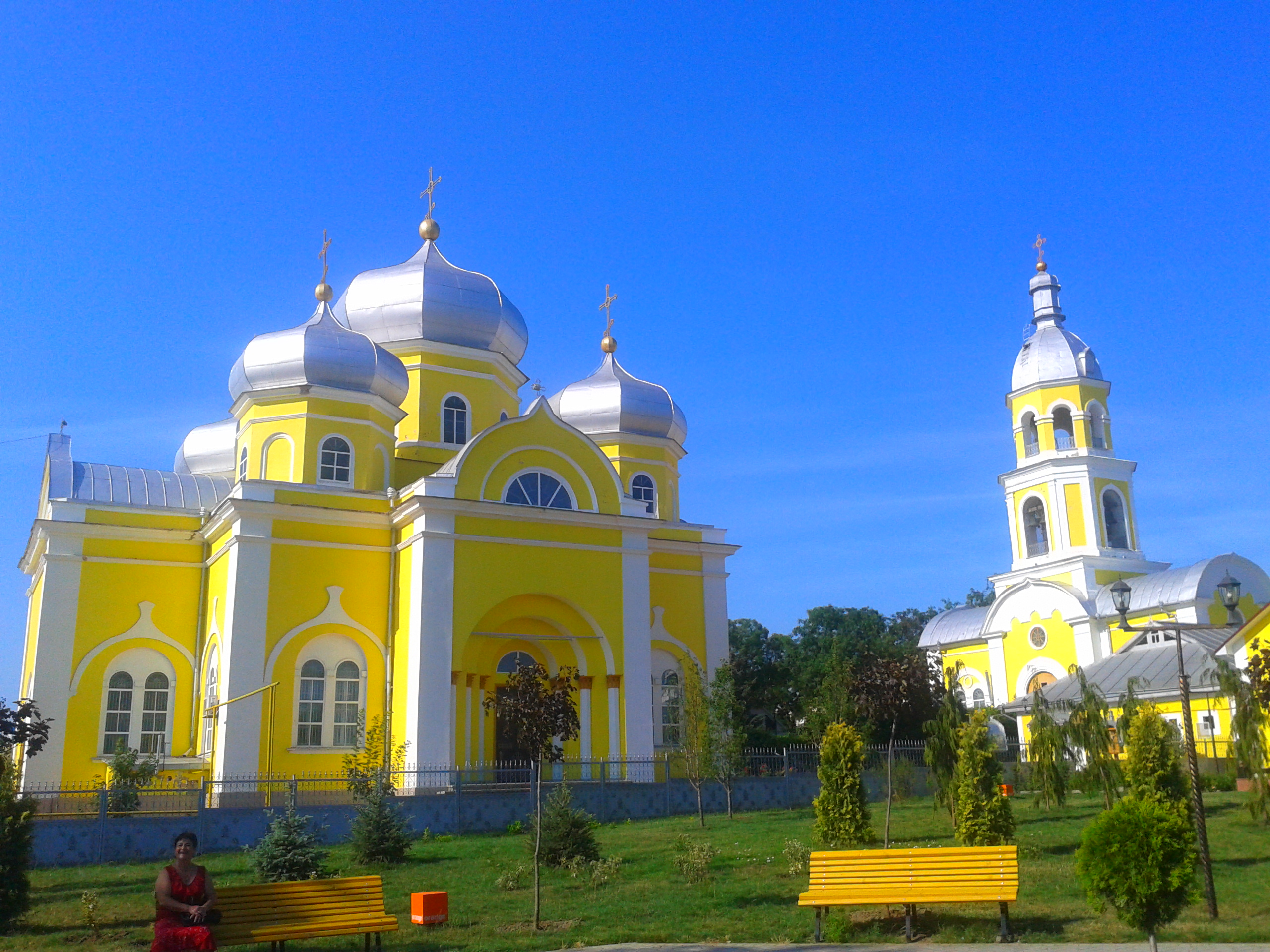
Kathedrale und Torbau mit Glockenturm im Stadtpark

Der annähernd rechtwinklige Straßenplan folgt den Kardinalrichtungen. Die beiden nord-südlich verlaufenden Hauptstraßen sind die Strada Lenin und östlich davon die Strada Victoriei. Nach Lenin sind die Hauptstraßen aller gagausischen Städte in Moldau benannt. Das städtische Geschäftsleben findet um den zentralen Stadtpark (Parcul Central) statt, der von diesen beiden Straßen begrenzt wird. Der Stadtpark wird durch die gelb leuchtende Fassade der orthodoxen Kathedrale von 1820 geprägt. Der Zentralbau mit einem achteckigen Tambour über dem Hauptraum und vier ebensolchen Ecktürmen, die alle von Zwiebeldächern überragt werden, ist in seiner Gestaltung eine schlichte Übernahme des russischen Stils. Zur Kirche gehört ein separater Torbau mit Tonnendach und einem zweistufigen achteckigen Glockenturm. Von der Staatlichen Universität (Universitatea de Stat din Comrat) im Westen kommend mündet ein kurzer Abschnitt Fußgängerzone (Strada Galațana) in den Platz. Gegenüber, an der Strada Victoriei, befindet sich der Markt für Lebensmittel und Haushaltswaren. Die Strada Victoriei führt einige hundert Meter nach Norden zum Busbahnhof vor einem großen Kreisverkehr, an dem die Ausfallstraße nach Chișinău beginnt. Das gagausische Regionalparlament ist ein dreigeschossiges rechteckiges Gebäude an der Lenin-Straße nördlich des Zentrums. Eine Reihe mit Büsten gagausischer Persönlichkeiten wurde 2006 anlässlich des ersten Weltkongresses der Gagausen vor der Universität aufgestellt – der zweite Weltkongress fand 2009 ebenfalls in Comrat statt. Die Stadt hat zwei Hotels und eine bescheidene Zahl an Restaurants im Zentrum.
Die Konservenfabrik liegt in einem östlichen Außenbezirk, der durch den Bach Jalpuch und einen Wiesenstreifen vom Zentrum getrennt ist. Dort haben sich eine Kellerei und weitere Lebensmittel verarbeitende Betriebe angesiedelt.
Abgesehen von der Kirche gibt es in Comrat praktisch keine historischen Gebäude. Ein Heimatmuseum zeigt gagausische Kultur. Im Dorf Beșalma, rund 20 Kilometer südlich von Comrat, steht das 1966 eröffnete Museum für Geschichte und Ethnographie Gagausiens (Muzeul Găgăuz de Istorie și Etnografie). Es wurde nach seinem Begründer Dimitrij Kara-Coban (1933–1986) benannt.
Im Unterschied zu den Städten im nördlichen Bessarabien, in denen die Juden um 1900 durchschnittlich rund 37 Prozent der Einwohner stellten, lebten in Comrat nur sehr wenige Juden: 1930 waren es 392 von 12.331 Einwohnern. Entsprechend blieb lediglich ein kleiner jüdischer Friedhof erhalten. Er befindet sich unmittelbar südlich der nach Basarabeasca führenden R35 am östlichen Stadtrand hinter der Konservenfabrik. Das gepflegte und eingezäunte Gelände enthält auf weniger als 1000 Quadratmetern Fläche etwa 50 Grabsteine vom 19. Jahrhundert bis in die Gegenwart.

## Städtepartnerschaften

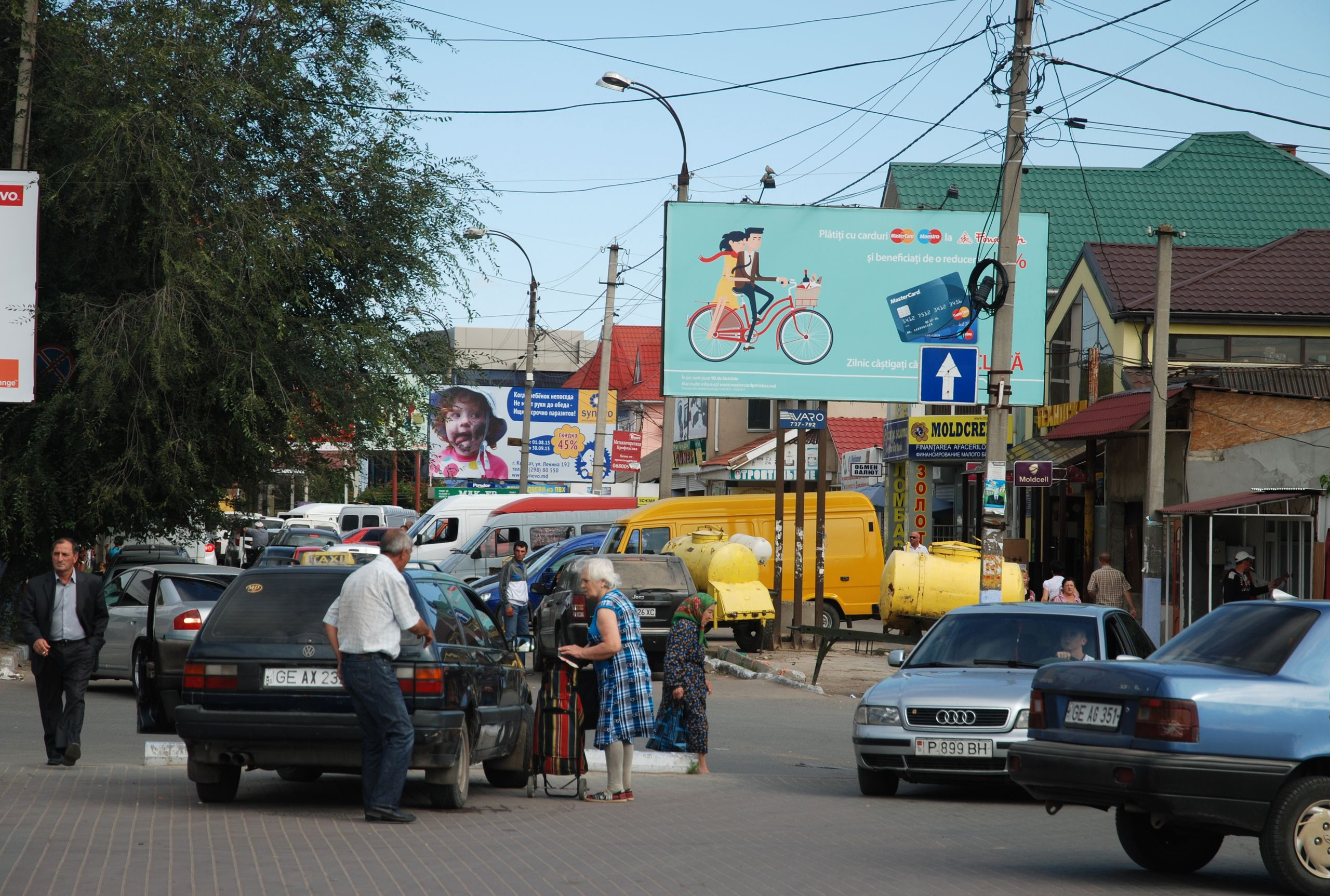
Marktviertel

Comrat unterhält mit folgenden Städten Partnerschaften:
- VII. Budapester Bezirk, Ungarn
- Ceadîr-Lunga, Moldau, seit 2011[22]
- Brjansk, Russland, seit 2015[23]
- Isparta, Türkei

## Söhne und Töchter der Stadt
- Pjotr Draganow (1857–1928), russischer Philologe und Historiker
- Re’uven Schaeri (1903–1989), israelischer Politiker
- Walentin Mednek (1910–2008), sowjetisch-moldauischer Architekt
- Sorana Gurian (1913–1956), rumänisch-französische Schriftstellerin
- Stepan Topal (1938–2018), Politiker des autonomen Gebietes Gagausien in der Republik Moldau
- Alexandr Stoianoglo (* 1967), Jurist und Politiker
- Irina Vlah (* 1974), Politikerin, Regierungschefin Gagausiens seit 2015